# Менгон (посёлок станции)
Менго́н — посёлок станции в Амурском районе Хабаровского края. Входит в состав Болоньского сельского поселения. Население по данным 2011 года — 35 человек.
Входит в состав Болоньского сельского поселения.

## География
Посёлок Менгон расположен на железнодорожной линии Волочаевка II — Комсомольск-на-Амуре между селом Болонь и пос. Тейсин.

## Население
| 2002 | 2010 | 2011 | 2012 | 2021 |
| ---- | ---- | ---- | ---- | ---- |
| 111  | ↘36  | ↘35  | ↘28  | ↘12  |

## Аэродром
В годы Второй мировой войны вблизи посёлка находился запасной аэродром с грунтовой взлётно-посадочной полосой. В 60-х годах XX века аэродром был частично реконструирован, ВПП была отсыпана гравием. В начале 80-х годов началось крупномасштабное строительство «объекта 7604» — аэродрома 1 класса с ВПП 3300 × 50 м, рулёжными дорожками, аэродромной инфраструктурой (в том числе арочными железобетонными укрытиями), жилого городка. Строительство продолжалось вплоть до распада СССР и было практически закончено.
По непроверенным данным, аэродром планировался как один из резервных мест для посадки космического корабля «Буран». Известно, что при посадке на аэродроме «Цветной» п. Хороль значительный участок траектории космического корабля проходил бы над территорией Китая, что создавало определённые проблемы политического плана. Также, по непроверенным данным, на аэродром планировалась передислокация 310-го отдельного противолодочного полка на самолётах Ту-142МЗ.
В настоящее время аэродром и строения заброшены и частично разрушены. Хотя взлётно-посадочная полоса до сих пор находится в хорошем состоянии, плиты аэродромного покрытия с рулёжных дорожек и дорог демонтированы и увезены, для использования в «народном хозяйстве», на совершенно законных основаниях, так как существует «Распоряжение Правительства Российской Федерации от 17 апреля 1999 г. N 610-р», в соответствии с которым имущество «объекта 7604» Министерства обороны РФ передано в государственную собственность Хабаровского края.
ИВПП 06/24
Ширина: 50 м
Длина: 3300 м
Порог 1: N50.02220° E136.27863°
Порог 2: N50.04060° E136.31475°
Курс магнитный: 064°/244°
Курс истинный: 051,7°/231,7°
Покрытие: Твёрдое (армированный железобетон)
Освещение: Нет
Состояние: Заброшен